# The Stench of Redemption
The Stench of Redemption è l'ottavo album registrato in studio della band statunitense death metal Deicide. Si tratta del primo album in cui la formazione dei Deicide non è quella storica che ne ha caratterizzato tutta la carriera fino al 2005: al posto dei fratelli Brian ed Eric Hoffman sono infatti presenti due nuovi chitarristi, Jack Owen (precedentemente nei Cannibal Corpse) e Ralph Santolla (precedentemente negli Iced Earth).
Per la prima volta vengono indicati gli autori delle canzoni (prima esse venivano attribuite alla band intera): Steve Asheim è l'autore di tutte le musiche mentre Glen Benton è l'autore dei testi; viene inoltre indicato che Owen e Santolla hanno contribuito con ulteriori armonie e arrangiamenti.
Di questo album esiste un'edizione limitata in cui compare una bonus track, una cover della canzone Black Night dei Deep Purple con il testo riscritto da Benton. Con questo pezzo addizionale la lunghezza totale dell'album diventa di 41 minuti e 12 secondi.

## Tracce
1. The Stench of Redemption – 4:09
2. Death to Jesus – 3:53
3. Desecration – 4:31
4. Crucified for the Innocence – 4:35
5. Walk with the Devil in Dreams You Behold – 4:58
6. Homage for Satan – 3:59
7. Not of This Earth – 3:19
8. Never to Be Seen Again – 3:24
9. The Lord's Sedition – 5:47
10. Black Night (Bonus track, edizione limitata) – 2:43

## Formazione
- Glen Benton - voce, basso
- Jack Owen - chitarra
- Ralph Santolla - chitarra
- Steve Asheim - batteria